# 国务院退伍军人和军队离休退休干部安置领导小组
国务院退伍军人和军队离休退休干部安置领导小组，是已撤销的国务院议事协调机构，负责退伍军人和军队退休干部安置工作。

## 沿革
1966年至1976年“文化大革命”期间，主管退伍安置工作的中华人民共和国内务部被撤销，各级安置部门受到削弱，安置工作停顿。部队中数万名伤病残战士长期滞留部队，无法退伍安置。退伍军人尤其是回到农村的退伍军人在生产生活中的困难得不到解决，不断上访。这类现象一直延续至1980年前后。在干部复员方面，1975年国务院、中央军委发布《关于军队于部退出现役暂行办法》（国发〔1975〕129号）。此外，“文化大革命”期间，在边疆及内地组建的12个生产建设兵团及3个生产师一度成为退伍义务兵安置的重要渠道。这些退伍兵及转业干部原籍多在农村，被兵团接收后不少人将家属从农村接到兵团，后来都成为具有城镇户口的兵团职工。
1978年中共十一届三中全会召开，中华人民共和国民政部成立，退伍安置工作出现转机。1980年9月24日《中共中央关于妥善安排军队退出现役干部的通知》发出。1980年，国务院委托民政部召开全国退伍军人和军队退休干部安置工作会议，标志着该工作开始全面规范化。此次会议决定组建国务院退伍军人和军队退休干部安置领导小组。
1981年2月12日，《国务院办公厅关于成立国务院退伍军人和军队退休干部安置领导小组的通知》发出，国务院决定成立国务院退伍军人和军队退休干部安置领导小组。其办公室设在民政部（简称“双退办公室”）。万里任组长，杨静仁、程子华、何正文任副组长，国务院和中央军委的14个军地有关部门负责人为成员。领导小组办公室设在民政部，由副部长陈光兼任办公室主任。此后全国各省（自治区、直辖市）、地（市）陆续成立领导小组及其办公室。
1981年3月4日，国务院批准民政部设立退伍军人和军队退休干部安置局，该局同时承担国务院退伍军人和军队退休干部安置领导小组办公室的日常工作。1981年4月13日，《民政部、国家编制委员会、财政部关于军队退休干部管理机构的设置、人员编制和经费问题的通知》（民〔1981〕优26号）称，“经国务院批准：民政部设立退伍军人和军队退休干部安置局，编制名额三十人。这个局同时承担国务院退伍军人和军队退休干部安置领导小组办公室的日常工作。”
1983年7月，因大批军队离休干部即将移交地方管理，该领导小组改称“国务院退伍军人和军队离休退休干部安置领导小组”。1983年10月27日《国务院关于调整退伍军人和军队离休退休干部安置领导小组成员的通知》发出，新的领导小组由十八人组成。
该时期，兵役制度变革后退伍义务兵（含伤病残义务兵）、转业志愿兵、复员干部安置工作的全面展开。退伍义务兵安置政策随着改革开放而不断调整。1980年全国退伍军人和军队退休干部安置工作会议提出城镇退伍安置实行“按系统分配任务，包干安置”政策。1987年《退伍义务兵安置条例》提出将个人专长、服役期间的表现与退伍安置工作挂钩，打破了平均主义、“大锅饭”的做法。1993年，随着国务院《全民所有制工业企业转换经营机制暂行条例》颁布施行，国务院、中央军委批转了民政部、劳动部、总参谋部《关于退伍义务兵安置工作随用工单位改革实行劳动合同制的意见》（国发〔1993〕54号）。但用工制度改革对安置工作带来挑战。此后仅一年时间，企业拒收退伍军人、向退伍军人征收款项、退伍军人缺少就业竞争力、安置渠道日益狭窄、政府行政调控能力下降等问题突出。1994年，国务院、中央军委针对城镇退伍义务兵安置难问题下发《关于1994年冬季士兵退出现役工作的通知》（国发〔1994〕56号）。
转业志愿兵安置工作是随着1978年全国人大常委会关于实行义务兵与志愿兵相结合的兵役制度的决定而出现。1983年2月，国务院、中央军委根据第五届全国人民代表大会常务委员会第一次会议通过的《关于兵役制问题的决定》，发布《中国人民解放军志愿兵退出现役安置暂行办法》（以下简称《暂行办法》），规定退出现役的志愿兵原则上转业回原籍，由县（市）人民政府安排工作。但随着形势发展，《暂行办法》中实行的交接办法因宏观控制力弱，执行中随意性大，导致该走的志愿兵走不了，该留的志愿兵留不住。为此，经国务院、中央军委批准，自1991年冬起，在全国试行转业志愿兵集中交接办法，即需转业的志愿兵经团以上单位逐级审查上报，由大军区、军兵种等大单位军务部门同省级安置部门交接，限期安置。经两年实践，证明集中交接办法可行。1994年1月15日，《国务院、中央军委批转国务院退伍军人和军队离休退休干部安置领导小组、民政部、总参谋部关于志愿兵转业实行集中交接意见的通知》（国发〔1994〕6号）发出，决定将转业志愿兵安置工作由部队团级单位向地方县级安置部门发函，改为由军队各大单位军务部门根据国家下达的计划向省级安置部门集中交接。
该时期伤病残退役士兵的接收安置工作是按1979年6月25日发出的 《关于做好部队退伍义务兵伤病残战士安置工作的通知》（国发〔1979〕161号）执行，但安置这批伤病残战士时正逢国民经济全面调整，安置难度大。 1984年新兵役法和1987年《退伍义务兵安置条例》使伤病残士兵安置向法制化、制度化迈出一大步。随后出现的新问题又使安置政策遇到困难，这包括特等、一等伤残军人建房经费不落实、退伍的精神病病员接收和入院治疗问题、退伍的慢性病病员医疗及生活困难、二等和三等伤残军人难安排工作。这导致数千名伤病残士兵长期滞留部队。为此，国务院、中央军委发出《关于进一步做好伤病残义务兵退伍和安置工作意见的通知》（国发〔1992〕4号）。
复员是军队干部退出现役的辅助途径。“文化大革命”后至1989年对干部复员政策的调整主要针对刑满释放又不具备转业条件的军队干部。但随着经济发展和社会主义市场经济体系逐步建立，越来越多的部队干部要求改革干部复员制度。1993年有关部门联合签发《关于做好军队复员干部安置工作的通知》（国安〔1993〕2号、 〔1993〕政联字1号）使干部复员工作的路子畅通了，并有效保障了复员干部的利益。
1998年3月29日，《国务院关于议事协调机构和临时机构设置的通知》（国发〔1998〕7号），“撤销国务院退伍军人和军队离休退休干部安置领导小组，具体工作由民政部承担。”

## 组成人员
| 1981年2月12日《国务院办公厅关于成立国务院退伍军人和军队退休干部安置领导小组的通知》确定的组成人员是： 组长 - 万里（国务院副总理） 副组长 - 杨静仁（国务院副总理） - 程子华（民政部部长） - 何正文（总参谋部副总参谋长） 成员 - 国务院和中央军委的14个军地有关部门负责人 | 1983年10月27日《国务院关于调整退伍军人和军队离休退休干部安置领导小组成员的通知》调整后的组成人员是： 组长 - 万里（国务院副总理） 副组长 - 何正文（总参谋部副总参谋长） - 朱云谦（总政治部副主任） - 吴庆彤（国务院副秘书长） - 崔乃夫（民政部部长） 成员 （不详） |

| 1988年10月4日《国务院办公厅关于调整国务院退伍军人和军队离休退休干部安置领导小组成员的通知》（国办发〔1988〕60号）调整后的组成人员是： 组长 - 崔乃夫（民政部部长） 副组长 - 何其宗（总参谋部副总参谋长） - 周克玉（总政治部副主任） - 席德华（国务院副秘书长） - 郝建秀（国家计委副主任） - 范宝俊（民政部副部长） 成员 - 宗顺留（总后勤部副部长） - 俞雷（公安部副部长） - 刘积斌（财政部副部长） - 张汉夫（人事部副部长） - 李伯勇（劳动部副部长） - 廉仲（建设部顾问） - 李际祥（铁道部政治部主任） - 王展意（交通部副部长） - 何济海（商业部副部长） - 凌毓勋（物资部副部长） - 胡熙明（卫生部副部长） - 邹玉川（国家土地管理局副局长） - 赵玉琢（建设银行副行长） | 1993年8月20日《国务院办公厅关于调整国务院退伍军人和军队离休退休干部安置领导小组成员的通知》（国办发〔1993〕49号）调整后的组成人员是： 组长 - 多吉才让（民政部部长） 副组长 - 曹刚川（副总参谋长） - 李树文（国务院副秘书长） - 唐天标（总政治部主任助理） - 郝建秀（国家计委副主任） - 杨衍银（民政部副部长） 成员 - 王太岚（总后勤部副部长） - 牟新生（公安部副部长） - 刘积斌（财政部副部长） - 张汉夫（人事部副部长） - 朱家甄（劳动部副部长） - 叶如棠（建设部副部长） - 蔡庆华（铁道部政治部主任） - 李居昌（交通部副部长） - 白美清（国内贸易部副部长） - 孙隆椿（卫生部副部长） - 邹玉川（国家土地局副局长） - 刘淑兰（中国人民建设银行副行长） |

## 办事机构
国务院退伍军人和军队退休干部安置领导小组的办事机构是国务院退伍军人和军队退休干部安置领导小组办公室，设在民政部，日常工作由民政部退伍军人和军队退休干部安置局承担。
国务院退伍军人和军队离休退休干部安置领导小组的办事机构是国务院退伍军人和军队离休退休干部安置领导小组办公室，设在民政部。
历任主任、副主任是：

| 主任 - 陈光（1981年2月—1982年3月，民政部副部长，兼任） - 杨琛（1982年3月—1986年8月，民政部副部长，兼任） - 范宝俊（1987年7月—1993年8月，民政部副部长，兼任） - 杨衍银（1993年8月—1998年3月，民政部副部长，兼任） | 副主任 …… - 郑一民（1993年8月—？，民政部安置司司长） - 周成科（1993年8月—？，总参谋部动员部副部长） - 马述宽（1993年8月—？，总政治部干部部副部长） - 王守业（1993年8月—？，总后勤部营房部副部长） - 杨庆蔚（1993年8月—？，国家计委社会发展司副司长） - 李明安（1993年8月—？，财政部文教行政财务司副司长） - 任泽民（1993年8月—？，劳动部劳动力管理和就业司副司长） |